# Ландри, Бернар
Берна́р Ландри́ (фр. Bernard Landry, 9 марта 1937, Сен-Жакоб, Квебек, Канада — 6 ноября 2018) — канадский политик, бывший премьер-министр Квебека от Квебекской партии.

## Биография
Учился в Монреальском университете на юридическом факультете, затем на экономическом. Продолжил обучение в Институте общественных исследований в Париже.
Сначала работал высокопоставленным сотрудником в министерстве природных ресурсов. С 1970 г. участвовал в деятельности Квебекской партии. В 1974 г. впервые избран в Национальную ассамблею Квебека. В 1977 г. вошёл в состав правительства Рене Левека в должности министра иностранных дел, а затем — министра экономического развития. В правительстве П. М. Джонсона был министром финансов, также занимал ряд других постов.
Считался одним из наиболее способных администраторов. В 2001 г. возглавил Квебекскую партию и стал новым премьер-министром Квебека после ухода Л. Бушара, которого критиковали за недостаточную поддержку квебекского сепаратизма и умеренность. Выдвинул новую концепцию движения Квебека к независимости, предлагал далеко идущие изменения федерального законодательства с тем, чтобы увеличить роль провинциальных правительств и преобразовать Канаду в конфедерацию наподобие Евросоюза. Свои идеи изложил в книге «Коммерция без границ» (Commerce sans frontières).
В 2005 г., через два года после того, как его партия проиграла выборы квебекским либералам, оставил пост лидера партии.
Ландри умер 6 ноября 2018 года в возрасте 81 года.